# Avianca Group
Avianca Holdings (autrefois AviancaTaca) est une entreprise sud-américaine formée en février 2010 par la fusion des deux compagnies aériennes Avianca S.A. et Taca International Airlines et huit autres compagnies aériennes régionales. Celles-ci étant la compagnie aérienne du Costa Rica Lacsa, TACA Peru, Sansa Airlines, Aerotaxis La Costeña et TACA Regional, au service des pays Guatemala, Honduras, Nicaragua et Costa Rica. Par Synergy Aerospace, Avianca, Sam Airlines et Tampa Airlines, ainsi que des options d'achat d'actions détenues par le groupe sur AeroGal Aerolinas Galapagos et la brésilienne sur OceanAir.

## Opérations
La société est une filiale du Synergy Group, un conglomérat privé brésilien. Basée à Bogota, l'homme d'affaires brésilien-colombien Germán Efromovich est président. Depuis 21 juin 2012 Avianca Holdings est membre du groupe Star Alliance.
Avianca Holdings offre le plus vaste réseau d'Amérique latine, comprenant plus de 100 destinations en Amérique et en Europe, qui rejoignent ainsi plus de 750 destinations à travers le monde, proposant des correspondances grâce à des partenaires aériens à travers des accords de partage de code. Le transporteur possède en outre plusieurs hubs permettant d'acheminer les voyageurs par Bogota, San Salvador, Lima et San José.
La société est la troisième compagnie aérienne en Amérique latine par les recettes, après la bresilienne-chilienne LATAM Airlines Group et la compagnie aérienne à bas prix GOL Transportes Aéreos et la deuxième par la taille de la flotte avec environ 140 avions qui transportaient 18 millions de passagers en 2010.
En 2012, le groupe exploite 150 appareils et a transporté 23.09 millions de passagers (+ 12.9 %)  .

## Structure de l'actionnariat
Le Synergy Aerospace Corp. est le plus grand actionnaire avec 66,98 %, vient ensuite Kingsland Holding (Texas) avec 32,12 %, le reste est en flottant.

## Flotte
Avec la date du 17 mai 2014 et adhésion à la Star Alliance sont disponibles,, : 

### Avianca
- 10 Airbus A318
- 33 Airbus A319-100
- 58 Airbus A320-100/200
- 09 Airbus A321
- 10 Airbus A330
- 01 ATR 42-300/320/400
- 15 ATR 72-200/500/600
- 12 Embraer 190

### TACA
- 04 Airbus A319
- 11 Airbus A320-100/200
- 05 Airbus A321-100/200
- 11 Embraer 190

À cela s'ajoutent des avions régionaux et charter, aussi Avianca Brazil, qui ne fait pas partie du groupe.